# Festiwal Muzyczny „Gramy nad Prosną”
Festiwal Muzyczny „Gramy nad Prosną”, do 2013 Festiwal Muzyczny im. Pawła Bergera – festiwal muzyczny organizowany od 2007 w Kaliszu, do 2013 nosił imię Pawła Bergera, muzyka zespołu Dżem.
Pomysłodawcą festiwalu jest Bogdan Pawlak, kaliszanin i przyjaciel zmarłego muzyka. Impreza ma na uwadze promowanie i pomaganie młodym zespołom. Początkujący muzycy zgłaszają się do udziału w konkursie, następnie jury, w którym zasiadają między innymi muzycy zespołu Dżem Maciej Balcar oraz Janusz Borzucki wspólnie wybierają laureata.
Zwycięzcą pierwszej edycji Festiwalu został białostocki zespół Bracia i Siostry, a w roku 2008 główną nagrodę otrzymała formacja The Hard Rocket z Pszczyny.